# Saint Helena Railway Company

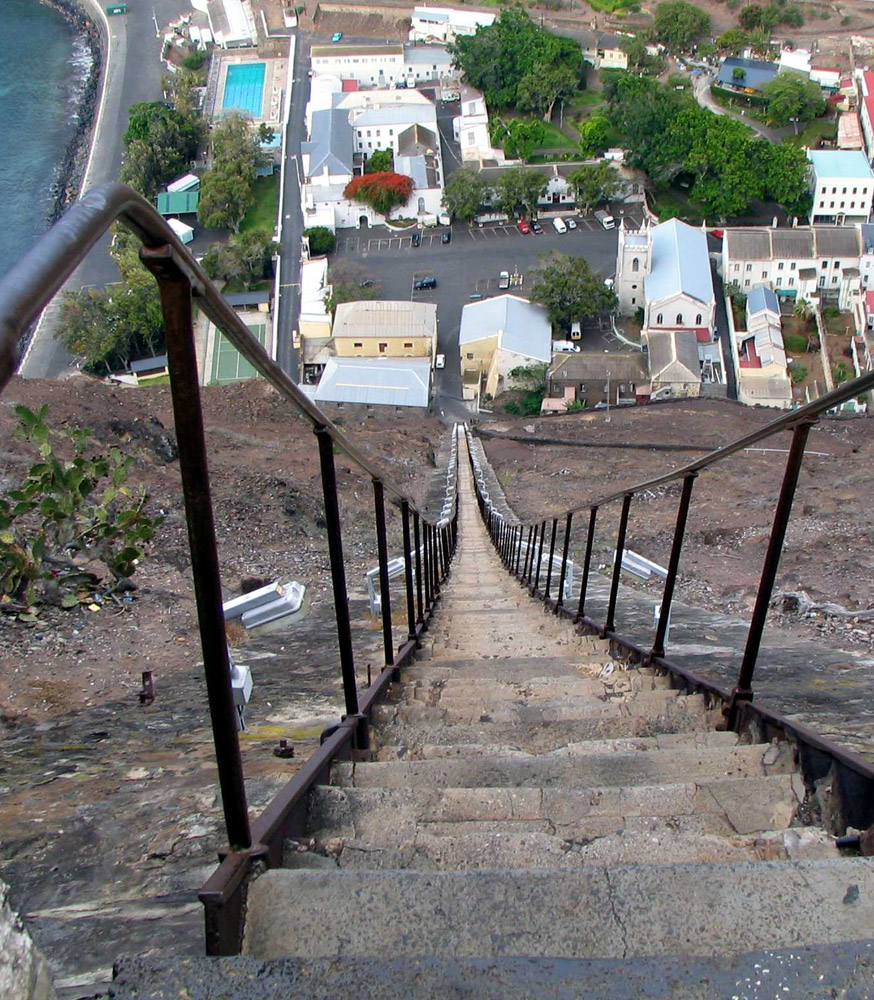
Vista hacia abajo del Jacob's Ladder, hacia Jamestown

En 1829, la Santa Helena Railway Company construyó un funicular plano-inclinado en la Isla Santa Elena. Fue pensado para elevar los suministros desde el puerto y capital de Jamestown hasta Ladder Hill Fort. Fue reconstruida como una larga y empinada escalera, por los Royal Engineers en 1871 que actualmente se conoce como Jacob’s Ladder.
La escalera está abierta al público y se puede utilizar para subir a Ladder Hill, donde el suburbio de Half Tree Hollow se ha desarrollado. La escalera consta de 699 escalones y la subida es de unos 183 metros. Una carrera cronometrada se lleva a cabo hasta la escalera todos los años, con gente que viene de todas partes del mundo a participar.

## Galería

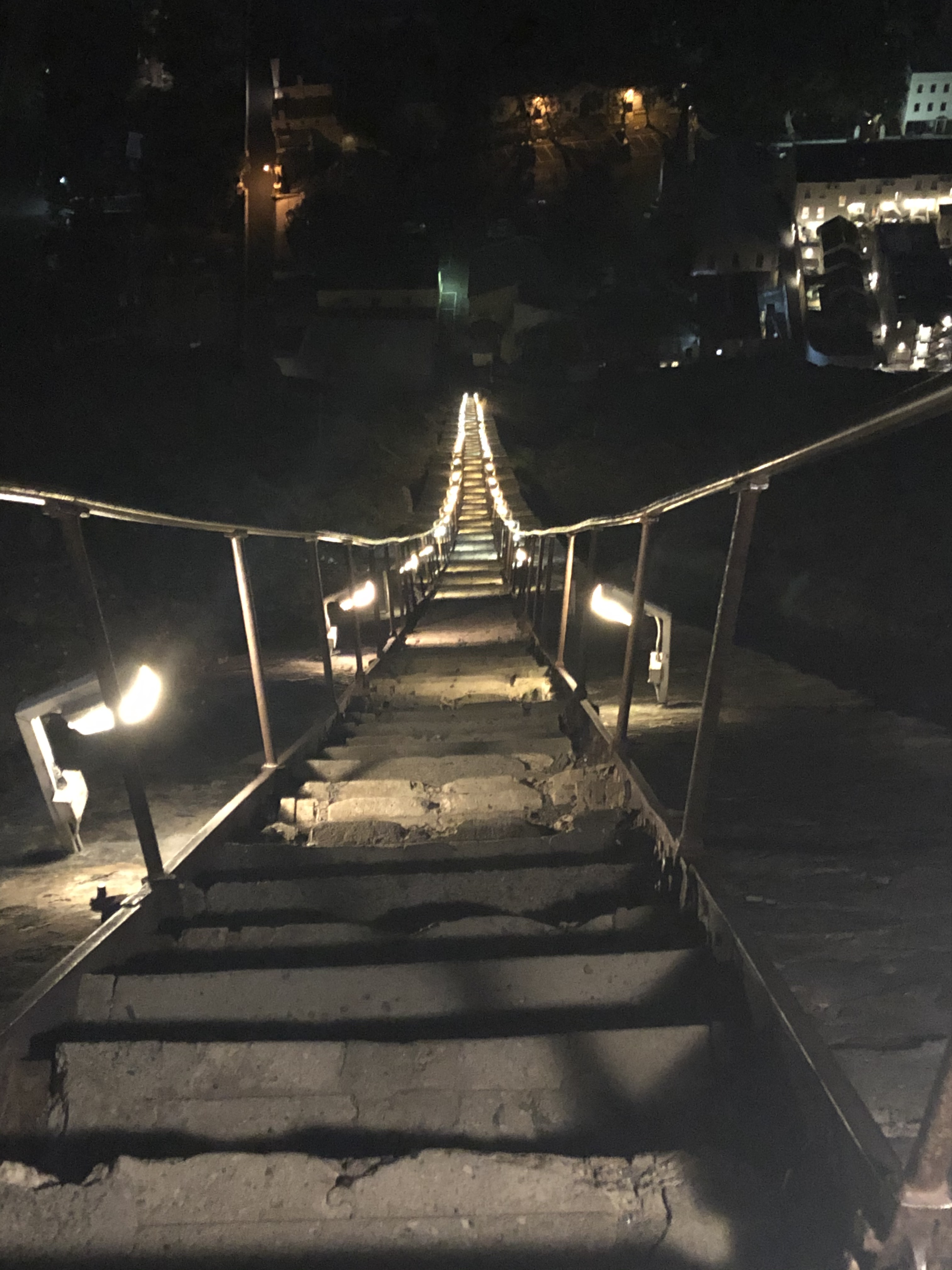
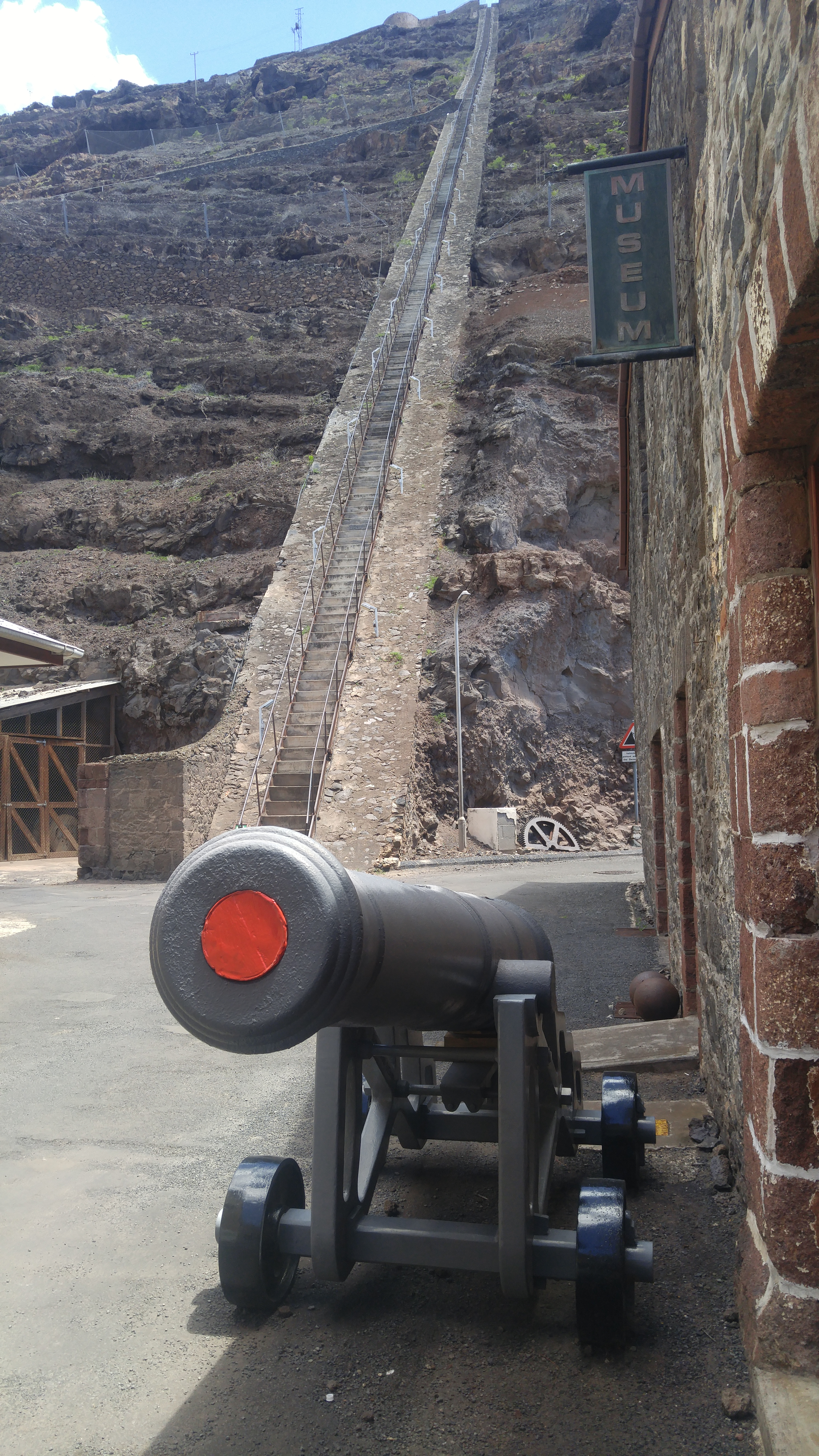
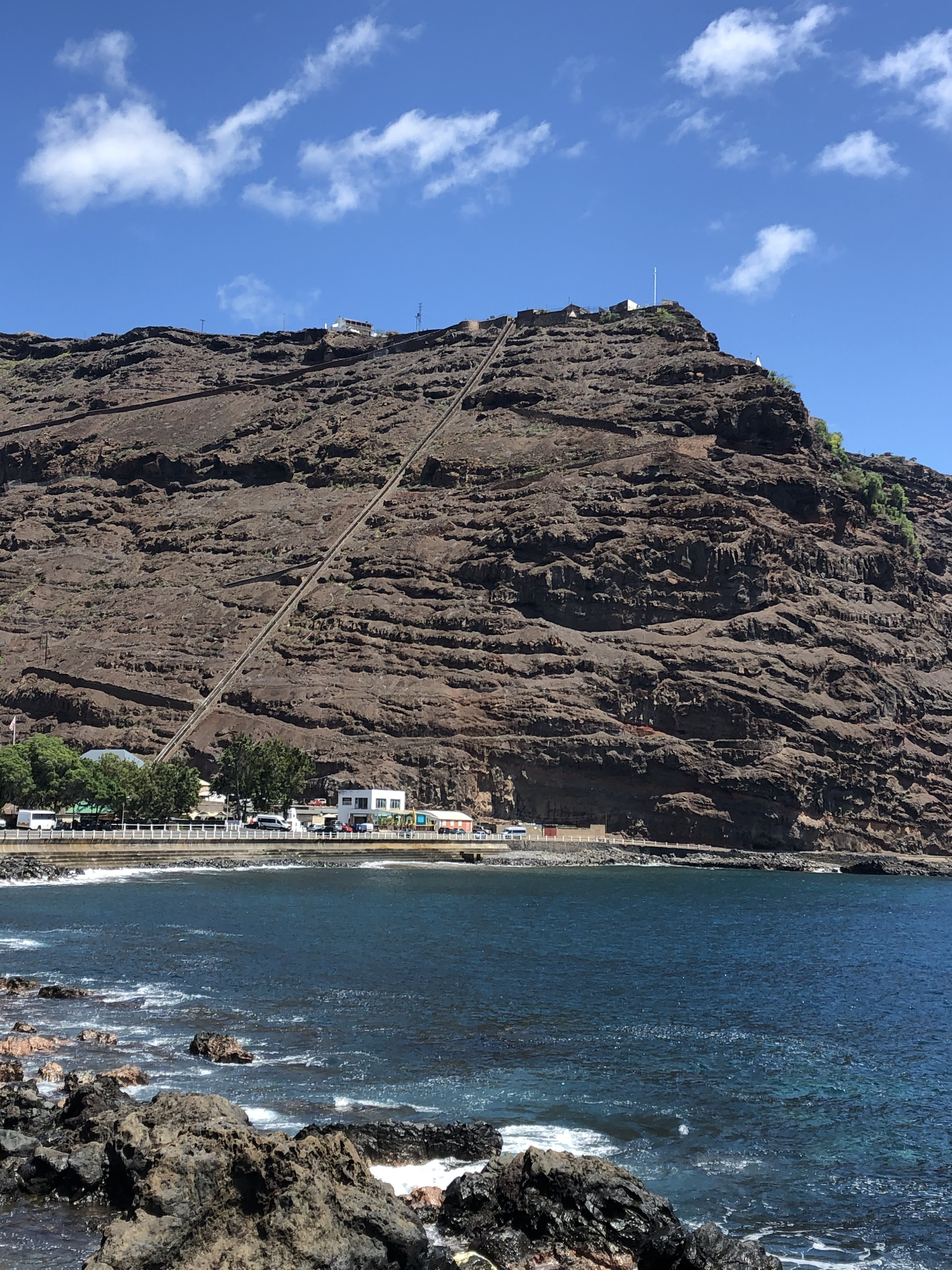
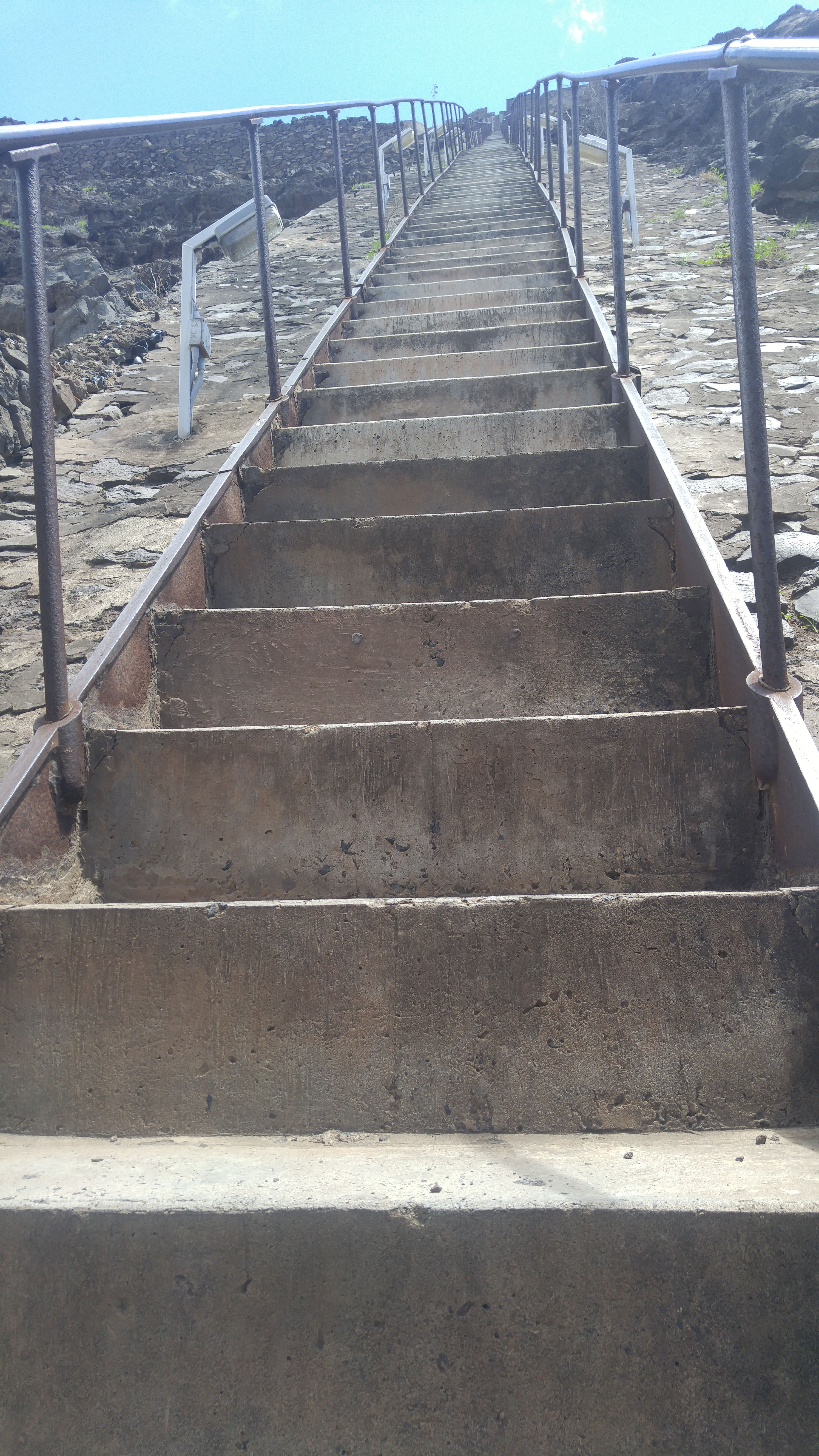
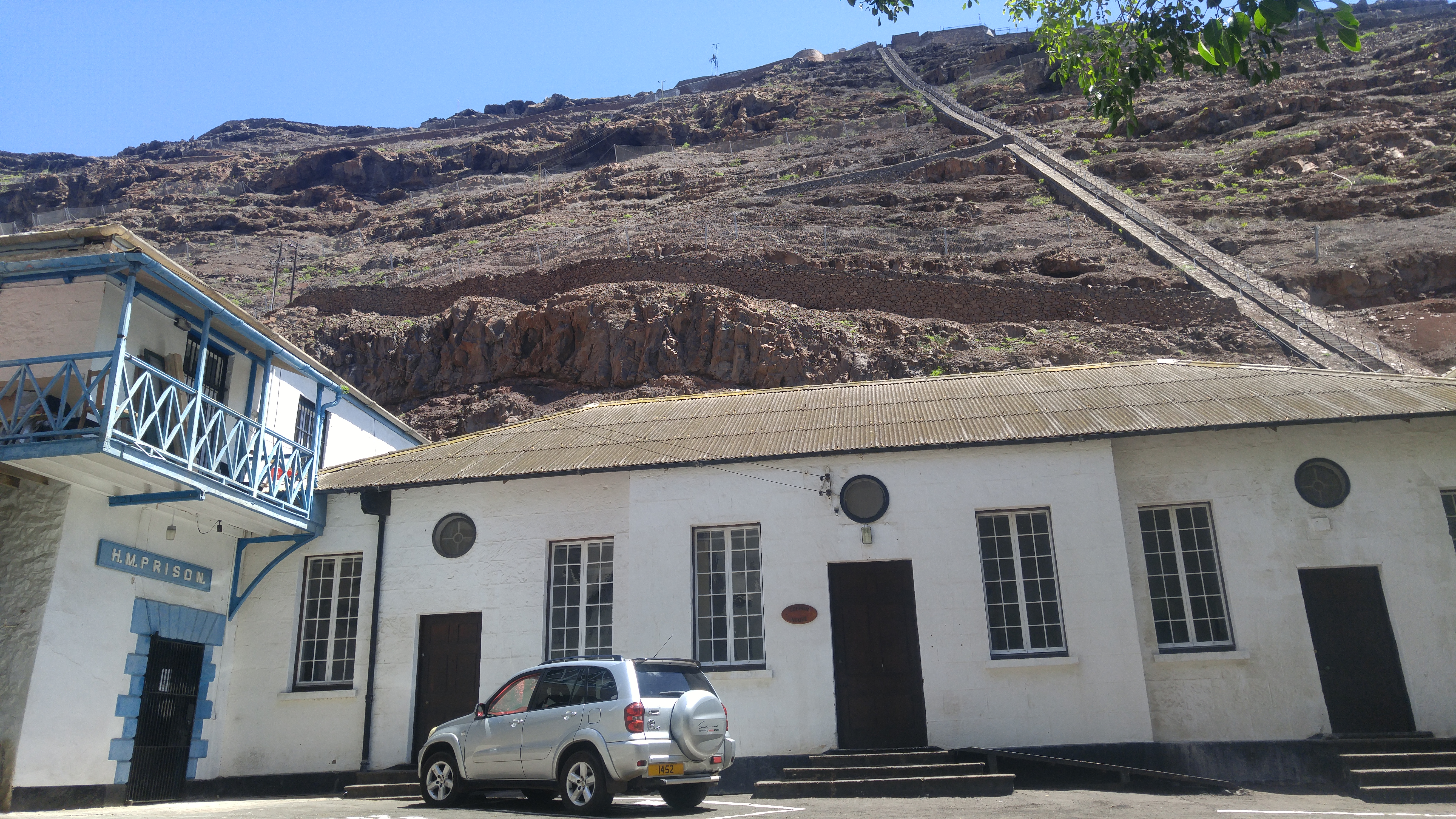
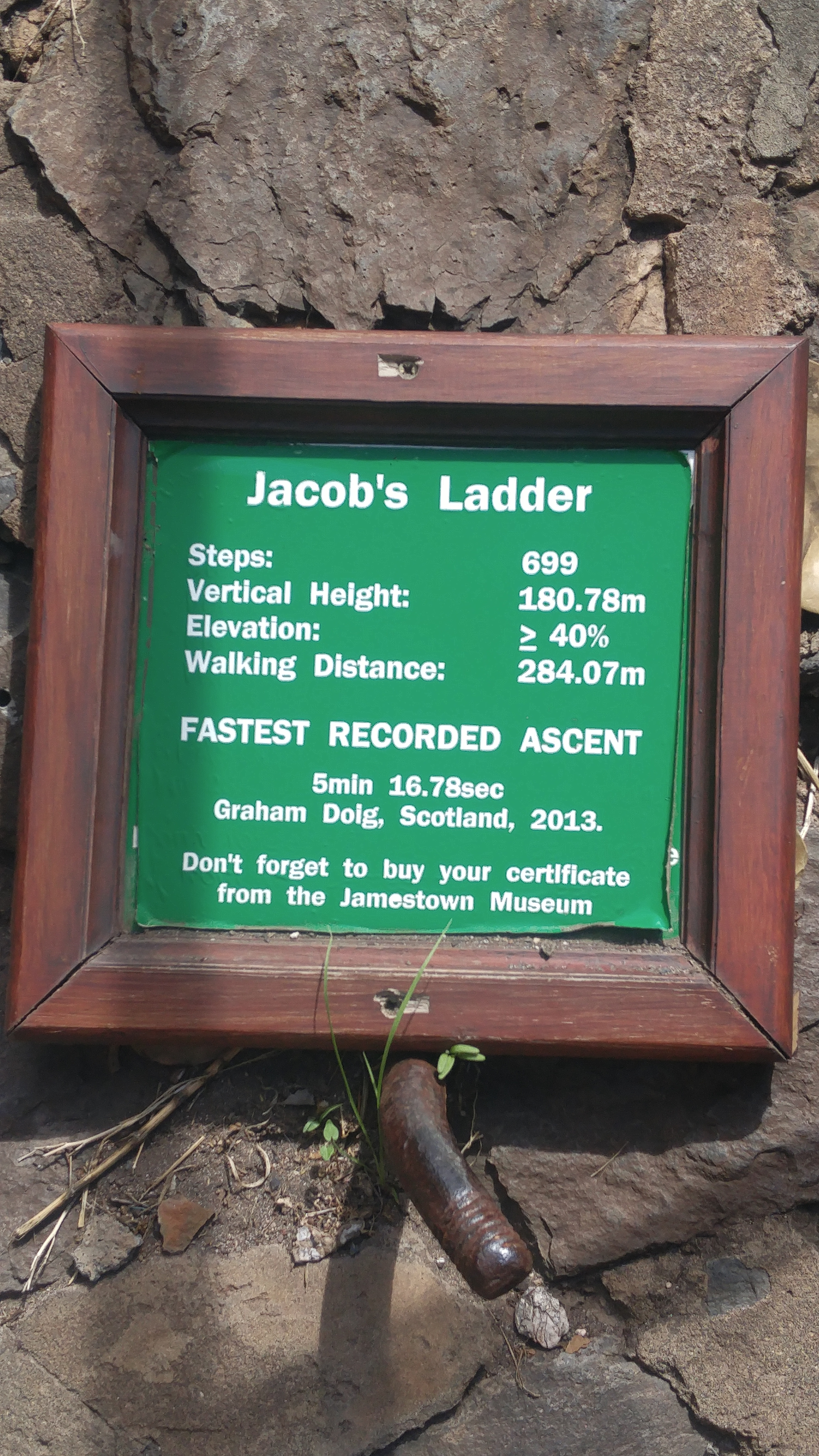